# Niewidzialny gość
Niewidzialny gość (hiszp. Contratiempo) – hiszpański film kryminalny z 2016 roku w reżyserii Oriola Paulo. Zdjęcia kręcono w Barcelonie, Queralbs (prowincja Girona) oraz w Kraju Basków (prowincja Bizkaia).
Po przebudzeniu się w pokoju hotelowym obok martwej kochanki młody biznesmen zatrudnia wybitną adwokat, aby ustalić, do czego tak naprawdę doszło.
Obraz miał premierę w Hiszpanii 6 stycznia 2017 roku. Film spotkał się z ciepłym przyjęciem i osiągnął sukces komercyjny, przynosząc 30,5 mln dolarów zysku brutto w stosunku do 4 mln euro budżetu.

## Fabuła
Adrian (Mario Casas) jest młodym biznesmenem, osiągającym sukcesy. Posiada on kochankę, z którą łączy go tylko seks, na co oboje wyrazili zgodę. Po jednym z upojnie spędzonych weekendów, w trakcie powrotu na lotnisko zdarza się wypadek, który zaczyna komplikować życie obojga. Ginie młody chłopak, a bohaterowie chcąc uniknąć konsekwencji czynu, nie zgłaszają go na policję. Żadne z nich nie chce mieć kłopotów oraz zostać powiązani ze sobą, więc postanawiają pozbyć się ciała i dowodów. Wraz z rozwinięciem się akcji filmu, sytuacja coraz bardziej się komplikuje. Wszystko to ze względu na ojca chłopaka, który nie może pogodzić się z zaistniałą sytuacją. Biznesmen zostaje w końcu aresztowany za zabójstwo swojej kochanki Laury (Bárbara Lennie). Do morderstwa doszło w dość niespodziewanych okolicznościach. Na pomoc Adrianowi przychodzi, od dawna już niepraktykująca zawodowo pani mecenas, która nigdy nie przegrywała powierzonych jej spraw. Podczas konfrontacji mężczyzna przedstawia swoją wersję wydarzeń.

## Obsada
- Mario Casas – Adrián Doria
- Ana Wagener – Virginia Goodman
- José Coronado – Tomás Garrido
- Bárbara Lennie – Laura Vidal
- Francesc Orella – Félix Leiva
- Paco Tous – kierowca
- David Selvas – Bruno
- Iñigo Gastesi – Daniel Garrido
- San Yélamos – Sonia
- Manel Dueso – inspektor Milán
- Blanca Martínez – prawdziwa Virginia Goodman
- Pere Brasó – agent
- Jordi Brunet – agent
- Bobby Gonzalez – agent
- Martina Hurtado – Alex
- Ruth Llopis – Eva
- Jordi Llordella – ochroniarz w sali imprezowej
- Annick Weerts – recepcjonistka w hotelu
- Laia Alberch – młoda dziewczyna z pary w hotelu
- Cristian Valencia – młody chłopak z pary w hotelu
- Betsy Túrnez – sprzątaczka
- Sandra Golpe – spikerka w telewizji
- Susana Molina – prezenterka
- Helena Resano – spikerka w telewizji[1]

## Twórcy
- Oriol Paulo – reżyser
- Oriol Paulo – scenariusz
- Xavi Giménez – zdjęcia
- Fernando Velázquez – muzyka
- Jaume Martí – montaż

Scenografia: 
- Balter Gallart,
- Idoia Esteban,
- Marta Bazaco,
- Eva Torres

- Miguel Cervera – kostiumy

Produkcja: 
- Sandra Hermida,
- Mikel Lejarza,
- Mercedes Gamero,
- Eneko Lizarraga,
- Adrián Guerra,
- Núria Valls,
- Nuria Santos,
- Sofía Fábregas,
- Joaquim Guedes